# 吉武泰水
吉武 泰水（よしたけ やすみ、1916年11月8日 - 2003年5月26日）は、日本の建築学者・建築家。東京大学名誉教授、筑波大学名誉教授、九州芸術工科大学名誉教授、神戸芸術工科大学初代学長。大分県生まれ。東京育ち。父親は、国会議事堂の設計者の1人、雑誌新建築創刊号の表紙を手がけた吉武東里である。

## 業績
日本における建築計画学の創始者であり、病院・学校・集合住宅などの研究に業績を残した。集合住宅のプロトタイプである「51C型」や、建築における規模計画に用いられる数理・統計手法「あふれ率法（α法）」などで知られる。設計した作品も、病院・学校などの公共建築が多い。

### 51C型
1951年に東京大学建築学科の吉武研究室が「公営住宅標準設計51C型」として提唱した51C型は、戦後の日本の集合住宅の原型となった。この51C型は、生活調査などの結果をもとにして導き出した「食寝分離」と「親子それぞれの就寝場所の確保」というコンセプトに基づいており、ダイニングキッチン (DK) と、親の寝室・子の寝室からなりたつ。その後の「2DK」の間取りは、この51C型がもととなっている。

### あふれ率法
吉武の研究成果の1つであるあふれ率法は、建築計画における数理・統計手法の1つでもあり、トイレや備品などの施設数を算定する方法である。使う人数や頻度に対して備品が少なすぎる場合、待たなければならない状態（これを「あふれ」という）が生じ、これが大きくなると不便になってしまう。この「あふれ」の発生を一定以下にすることを目標に規模を計画するのがあふれ率法であり、そのとき「あふれ度」をあらわすのに数式で α が使われることから、α法とも呼ばれる。この理論は、需要がポアソン分布である場合を想定している。

### 建築作品
| 建造物名                             | 年                 | 所在地         | 状態     | 備考       |
| ------------------------------------ | ------------------ | -------------- | -------- | ---------- |
| 成蹊中学校                           | 1950年（昭和25年） | 東京都武蔵野市 | 現存せず | 中学H・R棟 |
| 成蹊小学校                           | 1951年（昭和26年） | 東京都武蔵野市 | 現存せず |            |
| 八雲小学校分校（目黒区立宮前小学校） | 1955年（昭和25年） | 東京都目黒区   | 現存せず |            |
| 旧青渓中学校                         | 1957年（昭和27年） | 兵庫県養父市   |          |            |
| 旧真駒内小学校                       | 1963年（昭和38年） | 北海道札幌市   | 現存せず |            |
| 愛知県がんセンター                   | 1965年（昭和40年） | 愛知県名古屋市 | 現存せず |            |
| 東京都職員共済組合青山病院           | 1968年（昭和43年） | 東京都港区     | 現存せず |            |
| 東京大学医学部付属病院北病棟         | 1969年（昭和44年） | 東京都文京区   |          |            |
| 東京大学工学部11号                   | 1969年（昭和44年） | 東京都文京区   |          |            |
| 三井記念病院                         | 1970年（昭和45年） | 東京都千代田区 | 現存せず |            |
| 栃木県がんセンター                   | 1970年（昭和46年） | 栃木県宇都宮市 |          |            |
| 栃木県立図書館                       | 1971年（昭和46年） | 栃木県宇都宮市 | 現役     |            |
| 千葉県がんセンター                   | 1972年（昭和48年） | 千葉市中央区   |          |            |

### その他の業績
- 現首相官邸の設計のための「新官邸の基本設計に関する有識者会議」では座長をつとめた。
- 門下に、青木正夫、長澤泰、長澤悟、岡田新一、香山寿夫、石井和紘、鈴木成文、土肥博至、浦良一、小倉善明など。

## 経歴
- 1916年11月8日 大分県東国東郡来浦村岩戸寺（現・国東市）に吉武東里・とよ夫妻の二男として生まれる
- 1936年 成蹊高等学校理科乙類卒業
- 1939年 東京帝国大学工学部建築学科卒業後、大蔵省営繕官財局嘱託
- 1942年 東京帝国大学助教授
- 1955年 日本建築学会賞論文賞
- 1956年 工学博士　学位論文―建物の使われ方に関する建築計画的研究
- 1959年 東京大学教授
- 1973年 筑波大学副学長
- 1977年 日本建築学会会長
- 1978年 九州芸術工科大学学長
- 1982年 日中建築技術交流会会長
- 1987年 日本建築学会賞大賞受賞
- 1989年 神戸芸術工科大学学長 (〜1998年)
- 1989年4月29日 叙勲二等授旭日重光章
- 2003年5月26日 死去。叙従三位

## 著書
- 建築計画の研究―建物の使われ方に関する建築計画的研究（1964 ASIN B000JAEMK0）
- 建築計画学（シリーズ）
- 建築計画学への試み（1987 ISBN 430603223X）